# Ahabisch
Die Ahabisch (arabisch احابيش, DMG Aḥābīš) waren eine zu Zeiten Mohammeds, in der Umgebung Mekkas, ursprünglich gegen die in Mekka herrschenden Quraisch gegründete Konföderation kleiner arabischer Stämme. Durch Mohammeds Karawanenüberfälle und seine Feindschaft zu ihren Göttern schlossen sie sich dem Widerstand gegen ihn an und griffen, zusammen mit den Quraisch und anderen Stämmen, im Grabenkrieg die Muslime in Medina an.